# Eric Smith
Eric Smith (Halmstad (Zweden), 8 januari 1997) is een Zweeds voetballer die doorgaans als middenvelder speelt. Hij komt momenteel uit voor KAA Gent.

## Carrière
Eric Smith speelde in 2014 en 2015 voor Halmstads BK. Van 2016 tot 2018 kwam hij uit voor IFK Norrköping. Op 20 juni 2018 tekende Smith een contract voor vier seizoenen bij KAA Gent. Twee dagen later moest hij een operatie ondergaan aan de rechtervoet, waarna hij naar verwachting minstens drie maanden zou moeten revalideren. Hij debuteerde uiteindelijk op 18 december van dat jaar met een invalbeurt in de bekerwedstrijd Sint-Truiden-Gent, die met 1-3 gewonnen werd.

### Spelersstatistieken
| Seizoen         | Club             | Land               | Competitie         | Competitie | Competitie | Beker | Beker | Supercup | Supercup | Internationaal | Internationaal | Totaal | Totaal |
| Seizoen         | Club             | Land               | Competitie         | Wed.       | Dlp.       | Wed.  | Dlp.  | Wed.     | Dlp.     | Wed.           | Dlp.           | Wed.   | Dlp.   |
| --------------- | ---------------- | ------------------ | ------------------ | ---------- | ---------- | ----- | ----- | -------- | -------- | -------------- | -------------- | ------ | ------ |
| 2014            | Halmstads BK     | Vlag van Zweden    | Allsvenskan        | 9          | 1          | 2     | 0     | 0        | 0        | 0              | 0              | 11     | 1      |
| 2015            | Halmstads BK     | Vlag van Zweden    | Allsvenskan        | 27         | 0          | 4     | 0     | 0        | 0        | 0              | 0              | 31     | 0      |
| 2016            | IFK Norrköping   | Vlag van Zweden    | Allsvenskan        | 10         | 0          | 2     | 0     | 0        | 0        | 2              | 0              | 14     | 0      |
| 2017            | IFK Norrköping   | Vlag van Zweden    | Allsvenskan        | 24         | 0          | 6     | 0     | 0        | 0        | 4              | 0              | 34     | 0      |
| 2018            | IFK Norrköping   | Vlag van Zweden    | Allsvenskan        | 9          | 0          | 5     | 0     | 0        | 0        | 0              | 0              | 14     | 0      |
| 2018/19         | KAA Gent         | Vlag van België    | Jupiler Pro League | 2          | 0          | 1     | 0     | 0        | 0        | 0              | 0              | 3      | 0      |
| 2019            | → Tromsø IL      | Vlag van Noorwegen | Eliteserien        | 11         | 0          | 0     | 0     | 0        | 0        | 0              | 0              | 11     | 0      |
| 2020            | → IFK Norrköping | Vlag van Zweden    | Allsvenskan        | 27         | 0          | 0     | 0     | 0        | 0        | 0              | 0              | 27     | 0      |
| 2021/22         | FC St. Pauli     | Vlag van Duitsland | 2. Bundesliga      | 0          | 0          | 0     | 0     | —        | —        | —              | —              | 0      | 0      |
| Carrière totaal | Carrière totaal  | Carrière totaal    | Carrière totaal    | 120        | 1          | 20    | 0     | 0        | 0        | 6              | 0              | 145    | 1      |

Bijgewerkt t.e.m. 8 januari 2020.